# Łasicolot malajski
Łasicolot malajski, lotokot malajski (Galeopterus variegatus) – gatunek ssaka z rodziny lotokotowatych (Cynocephalidae).

## Taksonomia
Gatunek po raz pierwszy zgodnie z zasadami nazewnictwa binominalnego opisał w 1799 roku francuski artysta i przyrodnik Jean-Baptiste Audebert nadając mu nazwę Galeopitecus variegatus. Audebert nie wskazał miejsca typowego; w 1908 roku brytyjski zoolog Oldfield Thomas jako miejsce typowe wskazał „Półwysep Malajski i wyspy”. Jedyny przedstawiciel rodzaju łasicolot (Galeopterus) który zdefiniował w 1908 roku Thomas.
Historycznie, na podstawie zmienności biogeograficznej i morfologicznej, opisano do 20 podgatunków, które zostały połączone w cztery podgatunki na podstawie cech czaszkowo-zębowych. Badania oparte na szacunkach rozbieżności molekularnej wskazują, że mogą to być odrębne gatunki i że istnieją dodatkowe nierozpoznane taksony; taksonomia G. variegatus wymaga ponownej oceny.
Autorzy Illustrated Checklist of the Mammals of the World rozpoznają cztery podgatunki. Podstawowe dane taksonomiczne podgatunków (oprócz nominatywnego) przedstawia poniższa tabelka:
| Podgatunek       | Oryginalna nazwa         | Autor i rok opisu | Miejsce typowe | Holotyp |
| ---------------- | ------------------------ | ----------------- | --- | --- |
| G. v. borneanus  | Galeopterus borneanus    | Lyon, 1911        | Górny bieg rzeki Sungai Cantung (w oryg. „Tjantung”), 8 mi (13 km) od zatoki Klumpang, Borneo Południowe, południowo-wschodnie Borneo, Indonezja. | Skóra, czaszka i szkielet pozaczaszkowy dorosłej samicy (sygnatura USNM 151888) ze zbiorów Narodowego Muzeum Historii Naturalnej; okaz zebrany 30 stycznia 1908 roku przez Williama Abbotta. |
| G. v. peninsulae | Galeopterus peninsulae   | O. Thomas, 1908   | Przełęcz Semanko, na wysokości 2500 ft (762 m)–4500 ft (1372 m), granica między Salangor a Pahong, Melezja.                                       | Dorosła samica (sygnatura BMNH 1908.7.20.10) ze zbiorów Muzeum Historii Naturalnej w Londynie; okaz zebrany 23 lutego 1908 roku przez Herberta Robinsona.                                    |
| G. v. temminckii | Galeopithecus temminckii | Waterhouse, 1838  | Sumatra. | Syntypy (sygnatura BMNH 1907.1.1.220 i BMNH 1946.332) ze zbiorów Muzeum Historii Naturalnej w Londynie.                                                                                      |

### Etymologia
- Galeopterus: gr. γαλεη galeē lub γαλη galē „łasica”[40]; πτερον pteron „skrzydło”[41].
- variegatus: łac. variegatus „wielobarwny”, od variare „urozmaicić barwami”, od varius „różnorodny, rozmaity”[42].
- borneanus: Borneo, od mal. sułtanat Barunai lub Brunei, od sanskryckiego Váruna „woda, deszcz”[43].
- peninsulae: łac. paeninsulae lub peninsulae „półwyspowy”, od paeninsula lub peninsula „półwysep”, od paene „prawie, blisko”; insula „wyspa”[44].
- temminckii: Coenraad Jacob Temminck (1778–1858), holenderski zoolog[45].

## Zasięg występowania
Łasicolot malajski występuje w zależności od podgatunku:
- G. variegatus variegatus – zachodnia Jawa i pobliska Madura.
- G. variegatus borneanus – Borneo i pobliskie Balambangan, Banggi i Laut.
- G. variegatus peninsulae – kontynentalna południowo-wschodnia Azja (wschodni Laos, Wietnam, południowo-wschodnia Kambodża, skrajnie południowo-wschodnia Mjanma i południowa Tajlandia) oraz półwyspowa Tajlandia i Malezja (włącznie z Butang, Tarutao, Langkawi, Penang, Pangkor, Singapur, Perhentians, Tioman i Aur).
- G. variegatus temminckii – Sumatra i pobliskie Nias, Wyspy Batu, Siberut i Rupat, także Bangka.

Populacji z bardziej odległych wysp (Belitung, Karimata, Wyspy Anambas i Wyspy Natuna oraz Archipelag Riau i Wyspy Lingga) nie można przypisać do konkretnego podgatunku.

## Morfologia
Długość ciała (bez ogona) 340–420 mm, długość ogona 170–280 mm, długość ucha 23–26 mm, długość tylnej stopy 72–80 mm; masa ciała 1,2–1,7 kg (samice są większe od samców). Wzdłuż boków ciała, pomiędzy kończynami mają obszerny fałd skórny stanowiący powierzchnię nośną, którą wykorzystują przy przeskakiwaniu lotem szybowcowym z drzewa na drzewo.

## Tryb życia
Lotokoty są roślinożerne. Zjadają owoce i kwiaty. Prowadzą nadrzewny i nocny tryb życia. Samica po dwumiesięcznej ciąży rodzi jedno młode.

## Status zagrożenia
W Czerwonej księdze gatunków zagrożonych Międzynarodowej Unii Ochrony Przyrody i Jej Zasobów został zaliczony do kategorii LC (ang. least concern ‘najmniejszej troski’).